# Mitt liv som hund
Mitt liv som hund (Conocida en la Argentina como El año del arco iris, en España como Mi vida como un perro y en México como Mi vida como perro) es un drama sueco de 1985 basado en una novela de Reidar Jönsson. Habla sobre la historia de Ingemar, un joven muchacho enviado a vivir con unos parientes. El reparto incluya a Anton Glanzelius, Melinda Kinnaman y Tomas von Brömssen.

La película se encuentra en la posición número 17 de la lista las 50 películas que deberías ver a los 14 años del British Film Institute (Instituto Británico de Películas).

## Resumen
Ingemar, un travieso muchacho de 12 de años de edad, se mete en todo tipo de problemas, los cuales maneja su loca madre; Ingemar no sabe para nada que su madre está de hecho en fase terminal. Cuando él y su hermano mayor se vuelven demasiado para ella, son separados y enviados con unos parientes. Ingemar acaba con su tío por parte materna, Gunnar, y su esposa Ulla, en una pequeña ciudad rural en Småland. Gunnar e Ingemar adhieren una grabación de Povel Ramel de "Far, jag kan inte få upp min kokosnöt" (una libre interpretación de la canción original).   
En la ciudad, él encuentra una variedad de personajes: Saga, una autoritaria y marimacha niña de su edad que está enamorada de él, y lo muestra al derrotarlo en un combate de boxeo. Entre los más excéntricos residentes, está Fransson, un hombre que continuamente arregla el tejado de su casa, y el Sr. Arvidsson, un hombre mayor viviendo en el piso de abajo, que consigue que Ingemar lea para él un catálogo de lencería.
Después, Ingemar es rencontrado con su familia, pero pronto su madre sufre un ataque y es hospitalizada. Él y su hermano se van a quedarse en casa de su tío Sandberg, ubicada en la ciudad, pero su esposa piensa que el chico está loco. Después su madre fallece, y él es regresado a Småland.
El Sr. Arvidsson ha muerto en el ínterin, Gunnar y Ulla comparten ahora la casa con una numerosa familia griega. Gunnar le da la bienvenida y lo consuela lo mejor que puede, pero la casa se encuentra tan abarrotada, que él tiene a Ingemar viviendo con la Sra. Arvidsson en otra casa. Mientras tanto, Ingemar se convierte en objeto de disputa entre Saga y otra chica. Cuando ellas empiezan a pelear por él, éste le agarra la pierna a Saga y comienza a ladrar como un perro, ella se disgusta por su extraña conducta y lo lleva a un ring de boxeo. Durante el combate, fuera de rencor, ella le dice que su querido perro (el cual él había pensado que estaba en un criadero), estaba actualmente muerto por eutanasia. Esto, junto a la muerte de su madre, es demasiado para él, y se ve dentro de una "casa de verano" de un solo cuarto de Gunna en el patio trasero; el tiempo pasado aquí fuerza a Ingemar a reflexionar sobre la muerte de su madre, la pérdida de su perro y un mundo cambiante. Ingemar usa la experiencia de otros y su propia pérdida personal para conciliar una vida que puede ser difícil algunas veces. 
La película termina con la emisión de radio de un famoso combate de campeonato de peso pesado de boxeo, entre el sueco Ingemar Johansson y el estadounidense Floyd Patterson. Cuando Johansson gana, la ciudad entera estalla de regocijo, pero el ahora reconciliado Ingemar y Saga están ambos profundamente dormidos en un sofá.
A lo largo de todo el film, Ingemar se dice a él mismo una y otra vez que podría haber estado peor, recitando varios ejemplos, como un hombre que tomó un atajo a través de un campo mientras hacía atletismo y fue asesinado por una jabalina y la historia de la perra Laika varias veces; la primera criatura enviada a órbita por los rusos (sin ningún modo de traerla de vuelta).

## Reparto
| Actor                         | Personaje                  |
| ----------------------------- | -------------------------- |
| Anton Glanzelius              | Ingemar                    |
| Tomas von Brömssen            | Tío Gunnar                 |
| Anki Lidén                    | Madre de Ingemar           |
| Melinda Kinnaman              | Saga                       |
| Kicki Rundgrenmoster          | Ulla                       |
| Lennart Hjulström             | El artista                 |
| Ing-Marie Carlsson            | Berit                      |
| Leif Ericson                  | Tío Sandberg               |
| Christina Carlwind            | Sr. Sandberg               |
| Ralph Carlsson                | Harry                      |
| Viveca Dahlén                 | Mujer del lavado           |
| Arnold Alfredsson             | Abuelo de Manne            |
| Fritz Elofsson                | Master                     |
| Didrik Gustavsson             | Arvidsson, hecho su amigo  |
| Jan-Philip Hollström as Manne | El chico del cabello verde |

## Premios
La película fue nominada a dos premios de la academia: Mejor Director y Mejor guion adaptado. Fue ganadora también del Globo de Oro a la mejor película en lengua no inglesa en 1988.
| Premio                                                               | Categoría                                                       | Nombre                                                           | Resultado |
| -------------------------------------------------------------------- | --------------------------------------------------------------- | ---------------------------------------------------------------- | --------- |
| Óscar de 1987                                                        | Mejor director                                                  | Lasse Hallström                                                  | Nominado  |
| Óscar de 1987                                                        | Mejor guion adaptado                                            | Lasse Hallström, Reidar Jönsson, Brasse Brännström, Per Berglund | Nominado  |
| premios BAFTA de 1988                                                | Best Foreign Language Film                                      | Waldemar Bergendahl, Lasse Hallström                             | Nominado  |
| Premio Bodil                                                         | Best European Film                                              | Lasse Hallström                                                  | Ganador   |
| Premio de la Boston Society of Film                                  | Best Foreign Language Film                                      |                                                                  | Ganador   |
| Premio del Sindicato de directores de Estados Unidos                 | Outstanding Directorial Achievement in Motion Pictures          | Lasse Hallström                                                  | Nominado  |
| Premios Globo de Oro 1988                                            | Mejor película en lengua no inglesa                             |                                                                  | Ganador   |
| Premios Independent Spirit                                           | Best Foreign Film                                               | Lasse Hallström                                                  | Ganador   |
| Lucas - Festival Internacional de Películas para Niños y Gente Joven | Sección de Niños                                                | Lasse Hallström                                                  | Ganador   |
| Premios del Círculo de Críticos de Cine de Nueva York                | Mejor película en lengua extranjera                             |                                                                  | Ganadora  |
| Festival Robert                                                      | Mejor Película Extranjera                                       | Lasse Hallström                                                  | Ganador   |
| Festival Internacional de Seattle                                    | Mejor Película                                                  |                                                                  | Ganador   |
| Premio Joven Artista                                                 | Premio Especial - Mejor Película Extranjera de la Familia       |                                                                  | Ganador   |
| Premio Joven Artista                                                 | Premio Especial - Mejor Actor Joven en una Película Extranjera  | Anton Glanzelius                                                 | Ganador   |
| Premio Joven Artista                                                 | Premio Especial - Mejor Actriz Joven en una Película Extranjera | Melinda Kinnaman                                                 | Ganador   |